# Університет Дар-ес-Салама
6°46′52″ пд. ш. 39°12′19″ сх. д. / 6.78111° пд. ш. 39.20528° сх. д.
Університет Дар-ес-Салама (англ. University of Dar es Salaam) — найбільший університет Танзанії. Заснований 1970 року шляхом розділення Університету Східної Африки на Університет Дар-ес-Салама, Університет Макерере та Університет Найробі.

## Історія
1961 року в Дар-ес-Саламі було відкрито афільований з Лондонським університетом коледж, який уже 1963 року увійшов до складу Університету Східної Африки. Коли 1970 року було прийнято рішення про розділення Університету Східної Африки, 1 липня того ж року рішенням парламенту Танзанії з того коледжу було утворено Університет Дар-ес-Салама.

## Відомі випускники
- Джон Гаранг, 1-й президент Південного Судану.
- Лоран-Дезіре Кабіла, 3-й президент Демократичної Республіки Конго.
- Ерія Категая, міністр закордонних справ Уганди (1996–2001).
- Джакайя Кіквете, 4-й президент Танзанії.
- Йовері Мусевені, 10-й президент Уганди.
- Мізенго Пінда, 13-й прем'єр-міністр Танзанії.